# Constituição do Canadá
A Constituição do Canadá é a suprema lei no Canadá. É uma constituição do tipo consuetudinária, pois envolve um grupo de atos escritos, bem como de tradições e convenções não-escritas. A Constituição do Canadá detalha o sistema de governo do Canadá, bem como os direitos civis de todos os cidadãos canadenses.